# Jean (tissu)
Pour les articles homonymes, voir Jean.

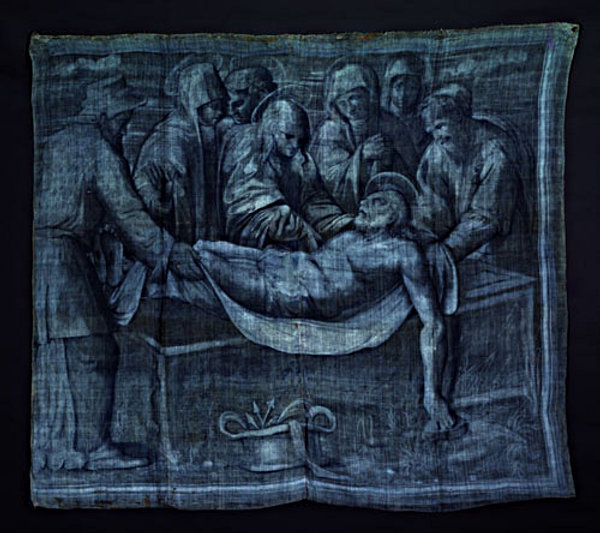
« Toile de jean » de 1538.

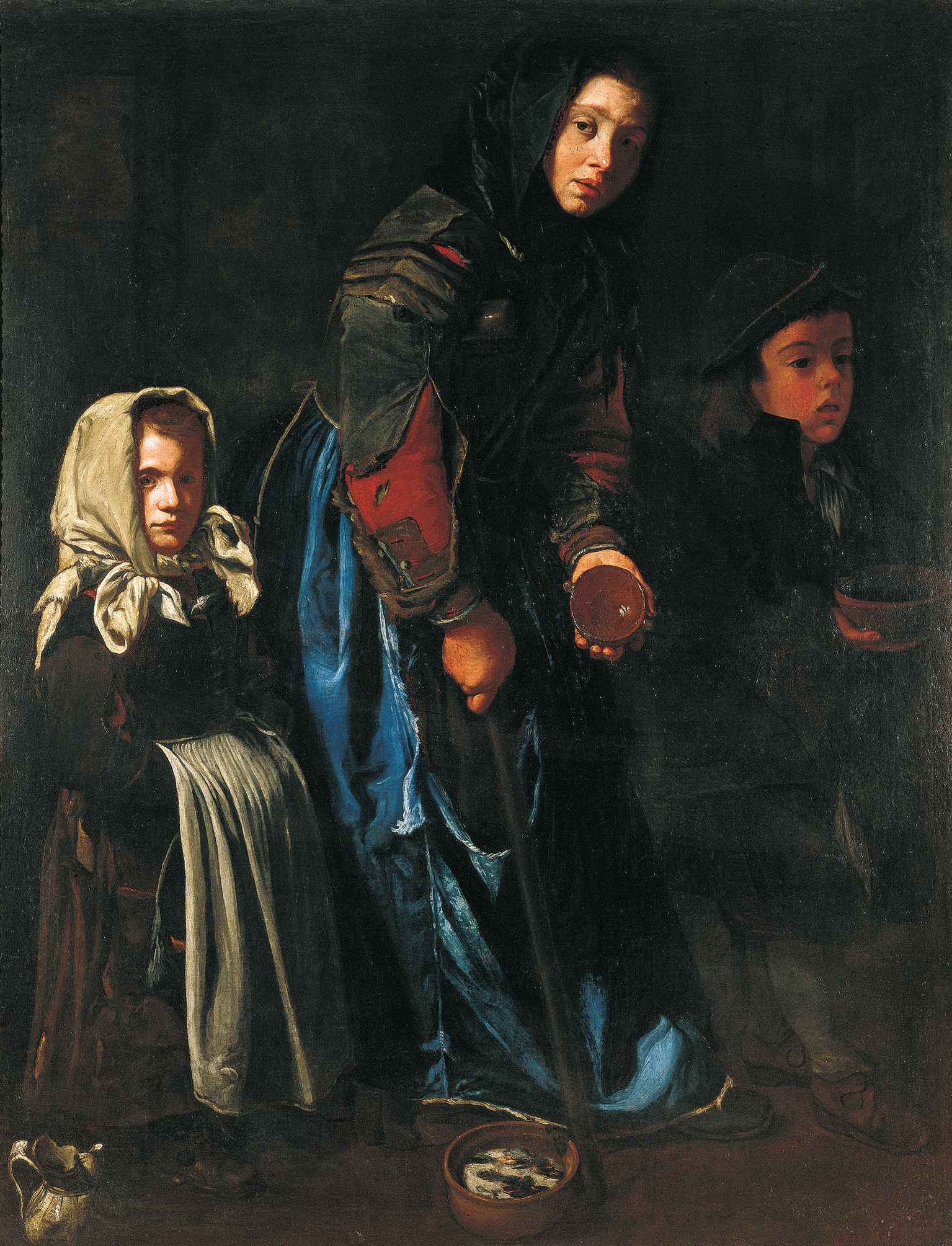
« Mendiante avec deux enfants », œuvre du Maestro della tela jeans au XVIIe siècle.

Le jean est le nom d'une toile de coton et de lin, de couleur bleue, utilisée abondamment, dès le XVIe siècle, par la marine génoise pour équiper ses navires de voiles ainsi que pour vêtir ses marins. Plus rarement, il était employé comme support pour des œuvres picturales.
Aujourd'hui, il désigne un tissu dans lequel sont faits les blue-jeans.

## Étymologie
Son nom dériverait du vocable « Jeane » ou « Jannes » (ancien nom anglophone pour Gênes).

## Histoire
Autrefois, il était d'usage dans tout le monde antique de désigner les tissus avec des termes en rapport avec le lieu de  production, et Jeane était le nom inscrit sur les nombreuses balles de futaine qui depuis le Cinquecento arrivaient de la république maritime génoise, alors à son apogée, dans le port de Londres, et devint, ainsi, le nom de cette toile très appréciée sur le marché anglais pour sa robustesse et son coût. Ce tissu, produit à Gênes mais aussi à Milan, sert dès le XIVe siècle de pantalon pour les paysans.
De nombreuses étoffes génoises acquises par Henri VIII, ont été inventoriées, après sa mort, comme Jeane, avec une référence précise au lieu d'origine de fabrication ; il s'agissait surtout de divers velours mais aussi d'autres typologies de textile. Dans le milieu du commerce ou des affaires, l'expression merchant of Jeane (marchand de Gênes) apparaît dans divers documents comme dans une copie de l'indenture du 15 juin 1580, au sujet de l'achat de la propriété Great Garden par le comte d'Oxford à Benedict Spinola, merchant of Jeane.

## Art pictural

### Support
La « toile de jean » est également utilisée comme support pour la représentation, en 1538, du récit de la Passion du Christ. Inspirée de la Grande Passion d'Albrecht Dürer, l'œuvre est attribuée en partie au peintre Teramo Piaggio ; il s'agit de toiles bleues en fibre de lin teintes avec de l'indigo qui reproduisent les scènes de la Passion et que les historiens indiquent comme les ancêtres des blue-jeans. Depuis 2001, cette œuvre est exposée au musée diocésain de Gênes.

### Modèle
À la fin du XVIIe siècle, un peintre anonyme dit Maestro della tela jeans représente, souvent dans chacun de ses tableaux, un personnage vêtu (veste, jupe, tablier, pantalon) de futaine de Gênes.